# Parascotia robiginosa
Parascotia robiginosa är en fjärilsart som beskrevs av Otto Staudinger 1891. Parascotia robiginosa ingår i släktet Parascotia och familjen nattflyn. Inga underarter finns listade i Catalogue of Life.